# お台場レインボー花火

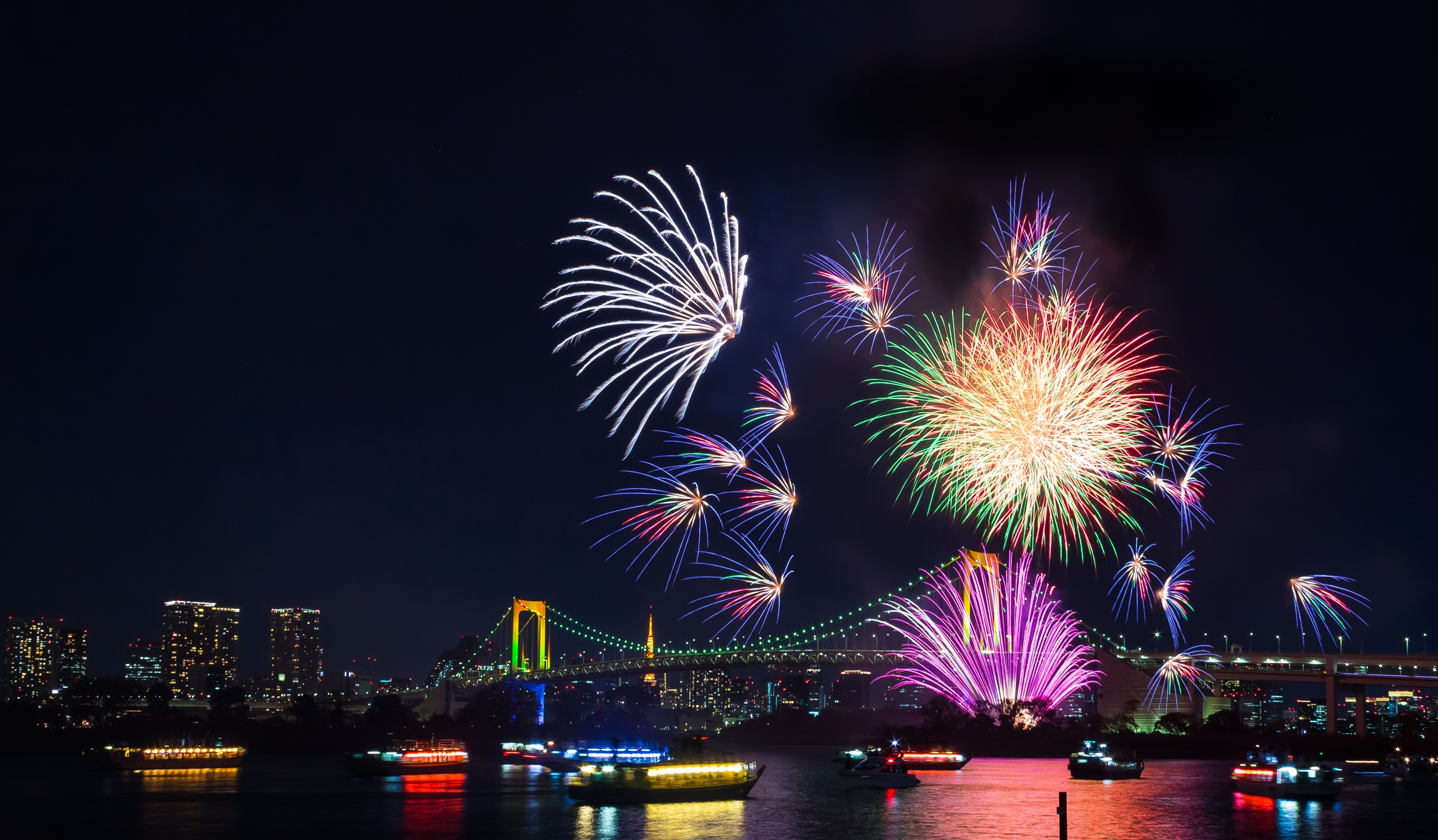
お台場レインボー花火2016

お台場レインボー花火（おだいばレインボーはなび）は、東京都港区の臨海副都心お台場地区にて、年末に開催される花火大会である。

## 概要
お台場レインボー花火は2007年から2008年にかけて初回開催され、2009年と2010年を除いて2011年から2019年まで開催された。例年、12月の毎週土曜日に行われることが多い（2013年は東京モーターショーに合わせて11月下旬から行われた）。
2020年と2021年は新型コロナウイルス感染拡大防止のため中止されたが2022年に再開となった。

### 2007年
- 日程：2007年11月10日〜2008年1月12日までの毎週土曜日
※荒天の場合は中止
- 時間：午後7時より約10〜15分間（11月17日及び24日の2日間のみ15分。他は10分）
- 打ち上げ場所：お台場海浜公園・鳥の島沖 台船より打ち上げ
- 打ち上げ総数：5号玉・スターマイン含め約1,600〜2,000発
- 主催：お台場レインボー花火実行委員会
- 共催：臨海副都心まちづくり協議会
- 協賛：ヴィーナスフォート、森ビル、三井物産
- 後援：東京都港湾局、港区観光協会、東京シーサイドストーリー

### 2011年
- 日程：2011年12月3日〜2011年12月24日までの毎週土曜日（全4回）
※荒天の場合は中止
- 時間：午後7時より約10分間
- 打ち上げ場所：お台場海浜公園・鳥の島沖
- 主催：お台場レインボー花火実行委員会
- 共催：臨海副都心まちづくり協議会
- 協賛：東京都観光汽船、森ビル
- 後援：東京都港湾局、東京シーサイドストーリー

### 2012年
- 日程：2012年12月1日〜2012年12月22日までの毎週土曜日（全4回）
※荒天の場合は中止
- 時間：午後7時より約10分間
- 打ち上げ場所：お台場海浜公園・鳥の島沖
- 主催：お台場レインボー花火実行委員会
- 共催：臨海副都心まちづくり協議会
- 協賛：開通50周年記念首都高展実行委員会、ヴィーナスフォート
- 後援：東京都港湾局、東京シーサイドストーリー

### 2013年
- 日程：2013年11月23日〜2013年12月28日までの毎週土曜日（全6回）
※荒天の場合は中止
- 時間：午後7時より約10分間
- 打ち上げ場所：お台場海浜公園・鳥の島沖 台船より打ち上げ
- 打ち上げ総数：各日約1,800発
- 主催：お台場レインボー花火実行委員会
- 共催：臨海副都心まちづくり協議会
- 協賛：ヴィーナスフォート、東京臨海高速鉄道
- 後援：東京都港湾局、東京シーサイドストーリー
- 協力：首都高速道路

### 2014年
- 日程：2014年12月3日〜2014年12月24日までの毎週土曜日（全4回）
※荒天の場合は中止
- 時間：午後7時より約10分間
- 打ち上げ場所：お台場海浜公園・鳥の島沖 台船より打ち上げ
- 打ち上げ総数：各日約1,800発
- 主催：お台場レインボー花火実行委員会
- 共催：臨海副都心まちづくり協議会
- 協賛：東京臨海高速鉄道、ヴィーナスフォート
- 後援：東京都港湾局
- 協力：首都高速道路

### 2015年
- 日程：2015年12月5日〜2015年12月26日までの毎週土曜日（全4回）
※荒天の場合は中止
※12月12日と19日は、ミュージック花火開催
- 時間：午後7時より約10分間
- 打ち上げ場所：お台場海浜公園・鳥の島沖 台船より打ち上げ
- 打ち上げ総数：各日約1,800発
- 主催：お台場レインボー花火実行委員会
- 共催：東京臨海副都心まちづくり協議会
- 協賛：東京臨海高速鉄道、ヴィーナスフォート
- 後援：東京都港湾局
- 協力：首都高速道路

### 2016年
- 日程：2016年12月3日〜2016年12月31日までの毎週土曜日（全5回）
※荒天の場合は中止
※12月24日は、ミュージック花火開催
- 時間：午後7時より約10分間
- 打ち上げ場所：お台場海浜公園・鳥の島沖
- 打ち上げ総数：各日約1,800発
- 主催：お台場レインボー花火実行委員会
- 共催：東京臨海副都心まちづくり協議会
- 協賛：東京臨海高速鉄道、ヴィーナスフォート
- 後援：東京都港湾局
- 協力：首都高速道路

### 2017年
- 日程：2017年12月2日〜2017年12月30日までの毎週土曜日（全5回）
※荒天の場合は中止
※12月23日は、ミュージック花火開催
- 時間：午後7時より約10分間
- 打ち上げ場所：お台場海浜公園・鳥の島沖
- 打ち上げ総数：各日約1,800発
- 主催：お台場レインボー花火実行委員会
- 共催：東京臨海副都心まちづくり協議会
- 協賛：東京臨海高速鉄道、ヴィーナスフォート
- 後援：東京都港湾局
- 協力：首都高速道路

### 2018年[1]
- 日程：2018年12月1日〜2018年12月29日までの毎週土曜日（全5回）
※荒天の場合は中止
※12月22日は、ミュージック花火開催
- 時間：午後7時より約10分間
- 打ち上げ場所：お台場海浜公園・鳥の島沖
- 打ち上げ総数：各日約1,800発
- 主催：お台場レインボー花火実行委員会
- 共催：東京臨海副都心まちづくり協議会
- 協賛：東京臨海高速鉄道、ヴィーナスフォート
- 後援：東京都港湾局
- 協力：首都高速道路

### 2019年[2]
- 日程：2019年12月7日〜2019年12月28日までの毎週土曜日（全4回）
※荒天の場合は中止
※12月21日は、ミュージック花火開催
- 時間：午後7時より約5分間
- 打ち上げ場所：お台場海浜公園“自由の女神像”沖
- 打ち上げ総数：各日約1,300発
- 主催：お台場レインボー花火実行委員会
- 共催：東京臨海副都心まちづくり協議会、東京臨海副都心グループ
- 協賛：東京臨海高速鉄道、ヴィーナスフォート
- 後援：東京都港湾局
- 協力：首都高速道路

### 2022年[3]
- 日程：2022年12月3日〜2022年12月24日までの毎週土曜日（全4回）
※荒天の場合は中止
※12月24日は、ミュージック花火開催
- 時間：午後7時より約5分間
- 打ち上げ場所：お台場海浜公園“自由の女神像”沖
- 打ち上げ総数：各日約1,300発
- 主催：お台場レインボー花火実行委員会
- 共催：東京臨海副都心まちづくり協議会、東京臨海副都心グループ
- 協賛：東京臨海高速鉄道
- 後援：東京都港湾局
- 協力：首都高速道路

### 2023年[4]
- 日程：2023年12月2日〜2023年12月23日までの毎週土曜日（全4回）
※荒天の場合は中止
※12月23日は、ミュージック花火開催
- 時間：午後7時より約5分間
- 打ち上げ場所：お台場海浜公園“自由の女神像”沖
- 打ち上げ総数：各日約1,300発
- 主催：お台場レインボー花火実行委員会
- 共催：東京臨海副都心まちづくり協議会、東京臨海副都心グループ
- 協賛：東京臨海高速鉄道
- 後援：東京都港湾局
- 協力：首都高速道路

### 2024年[5]
- 日程：2024年12月7日〜2024年12月28日までの毎週土曜日と2024年12月24日（全5回）
※荒天の場合は中止
※『12/24は「ヒルトン東京お台場」「デックス東京ビーチ」「アクアシティお台場」3施設による特別協賛デー！』と称して、12月24日のクリスマスイブも開催
※12月21日は、『デジモンアドベンチャー』とタイアップした特別花火として、花火打ち上げ前後にアグモン役の坂本千夏による録りおろしナレーションが流れ、花火は選ばれし子どもたちのイメージカラーを中心に構成され、花火打ち上げ中には「Butter-Fly」が流された[6]。
- 時間：午後7時より約5分間
- 打ち上げ場所：お台場海浜公園“自由の女神像”沖
- 打ち上げ総数：各日約1,300発
- 主催：お台場レインボー花火実行委員会
- 共催：東京臨海副都心まちづくり協議会、東京臨海副都心グループ
- 協賛：東京臨海高速鉄道、一般社団法人お台場海づくり協議会、いちご株式会社
- 後援：東京都港湾局
- 協力：首都高速道路

## 実行委員会メンバー（主催・構成団体）

### 2007年
メディアージュ、アクアシティお台場、フジテレビジョン、ホテル日航東京、ホテル・グランパシフィック・メリディアン、大江戸温泉物語、東京港埠頭公社、デックス東京ビーチ、東京コカ・コーラボトリング、東京臨海高速鉄道、メガウェブ、臨海ホールディンクスグループ（株式会社ゆりかもめ・東京テレポートセンター・東京臨海熱供給）、東京ジョイポリス、東京都観光汽船

### 2011年
アクアシティお台場、デックス東京ビーチ、フジテレビジョン、東京コカ・コーラボトリング、ホテル日航東京、ホテル グランパシフィック LE DAIBA、臨海ホールディングスグループ（東京臨海ホールディングス、東京ビッグサイト、ゆりかもめ、東京テレポートセンター、東京港埠頭、東京臨海熱供給）

### 2012年
アクアシティお台場、デックス東京ビーチ、フジテレビジョン、ホテル日航東京、ホテル グランパシフィック LE DAIBA、ダイバーシティ東京、東京都観光汽船、臨海ホールディングスグループ（東京臨海ホールディングス、ゆりかもめ、東京港埠頭、東京ビッグサイト、東京テレポートセンター、東京臨海熱供給）

### 2013年
アクアシティお台場、デックス東京ビーチ、フジテレビジョン、ホテル日航東京、ホテル グランパシフィック LE DAIBA、ダイバーシティ東京、コカ・コーライーストジャパン、東京都観光汽船、臨海ホールディングスグループ（東京臨海ホールディングス、東京ビッグサイト、ゆりかもめ、東京港埠頭、東京テレポートセンター、東京臨海熱供給）

### 2014年
アクアシティお台場、デックス東京ビーチ、フジテレビジョン、ホテル日航東京、ホテル グランパシフィック LE DAIBA、ダイバーシティ東京プラザ、コカ・コーライーストジャパン、東京都観光汽船、臨海ホールディングスグループ（東京臨海ホールディングス、東京ビッグサイト、ゆりかもめ、東京港埠頭、東京テレポートセンター、東京臨海熱供給）

### 2015年
アクアシティお台場、デックス東京ビーチ、フジテレビジョン、ホテル日航東京（10月1日より「ヒルトン東京お台場」）、ホテル グランパシフィック LE DAIBA、ダイバーシティ東京プラザ、コカ・コーライーストジャパン、東京都観光汽船、臨海ホールディングスグループ（東京臨海ホールディングス、東京ビッグサイト、ゆりかもめ、東京港埠頭、東京テレポートセンター、東京臨海熱供給）

### 2016年
アクアシティお台場、デックス東京ビーチ、フジテレビジョン、ヒルトン東京お台場、グランドニッコー東京 台場、ダイバーシティ東京プラザ、コカ・コーライーストジャパン、東京都観光汽船、BMW GROUP Tokyo Bay、臨海ホールディングスグループ（東京臨海ホールディングス、東京ビッグサイト、ゆりかもめ、東京港埠頭、東京テレポートセンター、東京臨海熱供給）

### 2017年
アクアシティお台場、デックス東京ビーチ、フジテレビジョン、ヒルトン東京お台場、グランドニッコー東京 台場、ダイバーシティ東京プラザ、コカ・コーライーストジャパン、東京都観光汽船、BMW GROUP Tokyo Bay、ミスターフュージョン、臨海ホールディングスグループ（東京臨海ホールディングス、東京ビッグサイト、ゆりかもめ、東京港埠頭、東京テレポートセンター、東京臨海熱供給）

### 2018年
アクアシティお台場、デックス東京ビーチ、フジテレビジョン、ヒルトン東京お台場、グランドニッコー東京 台場、ダイバーシティ東京プラザ、コカ・コーライーストジャパン、東京都観光汽船、BMW GROUP Tokyo Bay、ミスターフュージョン、臨海ホールディングスグループ（東京臨海ホールディングス、東京ビッグサイト、ゆりかもめ、東京港埠頭、東京テレポートセンター、東京臨海熱供給）

### 2019年
アクアシティお台場、デックス東京ビーチ、フジテレビジョン、ヒルトン東京お台場、グランドニッコー東京 台場、ダイバーシティ東京プラザ、コカ・コーラボトラーズジャパン、東京都観光汽船、BMW GROUP Tokyo Bay、臨海ホールディングスグループ（東京臨海ホールディングス、東京ビッグサイト、ゆりかもめ、東京港埠頭、東京テレポートセンター、東京臨海熱供給）

### 2022年
アクアシティお台場、デックス東京ビーチ、フジテレビジョン、ヒルトン東京お台場、グランドニッコー東京 台場、ダイバーシティ東京プラザ、コカ・コーラボトラーズジャパン、BMW GROUP Tokyo Bay、臨海ホールディングスグループ（東京臨海ホールディングス、東京ビッグサイト、ゆりかもめ、東京港埠頭、東京テレポートセンター、東京臨海熱供給)

### 2023年
アクアシティお台場、デックス東京ビーチ、フジテレビジョン、ヒルトン東京お台場、グランドニッコー東京 台場、ダイバーシティ東京プラザ、コカ・コーラボトラーズジャパン、BMW GROUP Tokyo Bay、臨海ホールディングスグループ（東京臨海ホールディングス、東京ビッグサイト、ゆりかもめ、東京港埠頭、東京テレポートセンター、東京臨海熱供給）

### 2024年
アクアシティお台場、デックス東京ビーチ、フジテレビジョン、ヒルトン東京お台場、グランドニッコー東京 台場、ダイバーシティ東京プラザ、コカ・コーラボトラーズジャパン、BMW GROUP Tokyo Bay、臨海ホールディングスグループ（東京臨海ホールディングス、東京ビッグサイト、ゆりかもめ、東京港埠頭、東京テレポートセンター、東京臨海熱供給）

## アクセス
- りんかい線 東京テレポート駅
- 新交通ゆりかもめ お台場海浜公園駅、台場駅
- 都営バス
  - 海01（門前仲町〜東京テレポート駅）他
- お台場レインボーバス
- 東京都観光汽船
  - 海上バス（水上バス）（浅草〜お台場海浜公園）他
- 東京都公園協会
  - 東京水辺ライン（水上バス）（両国〜お台場海浜公園）他

## ギャラリー

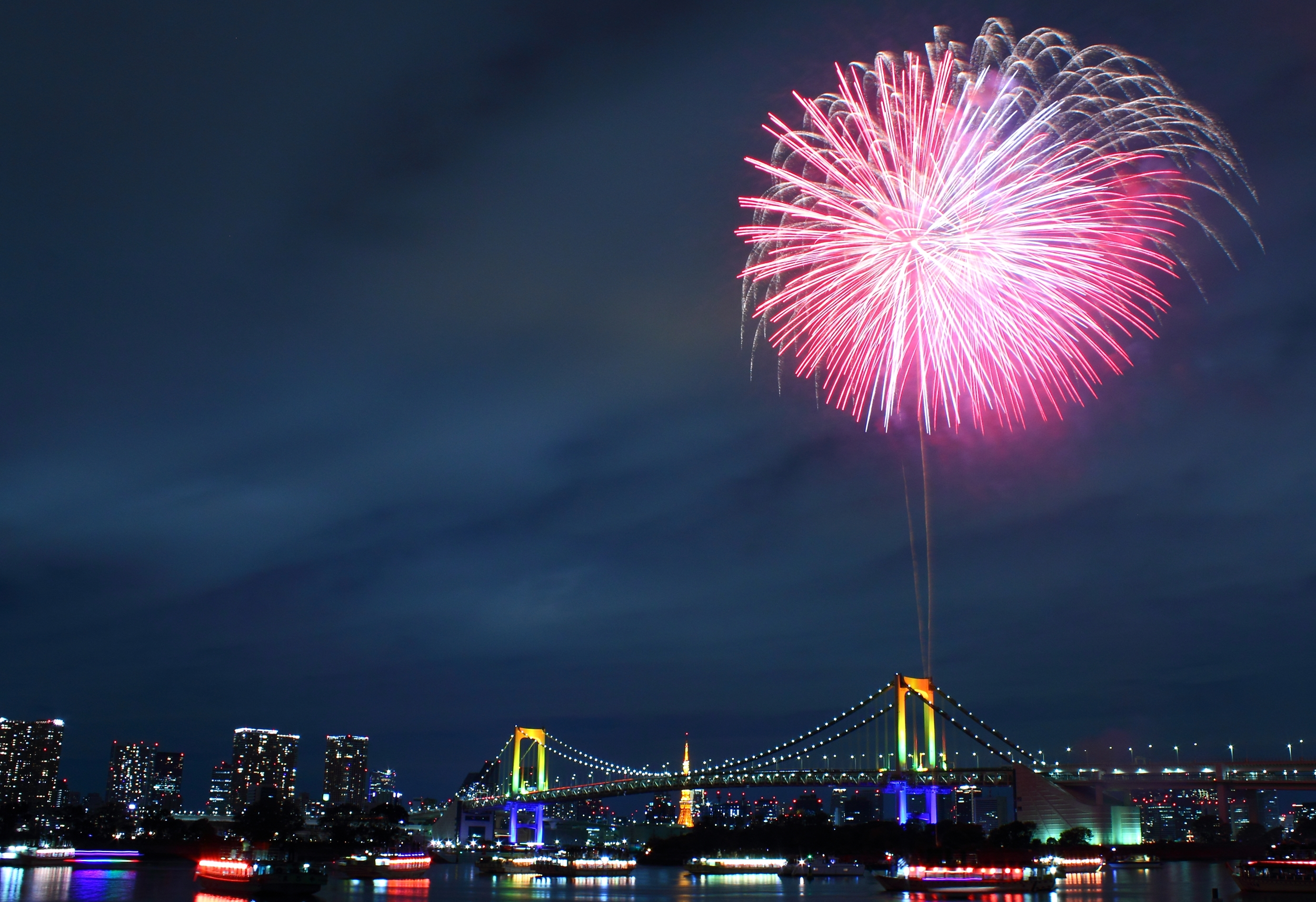
2014年
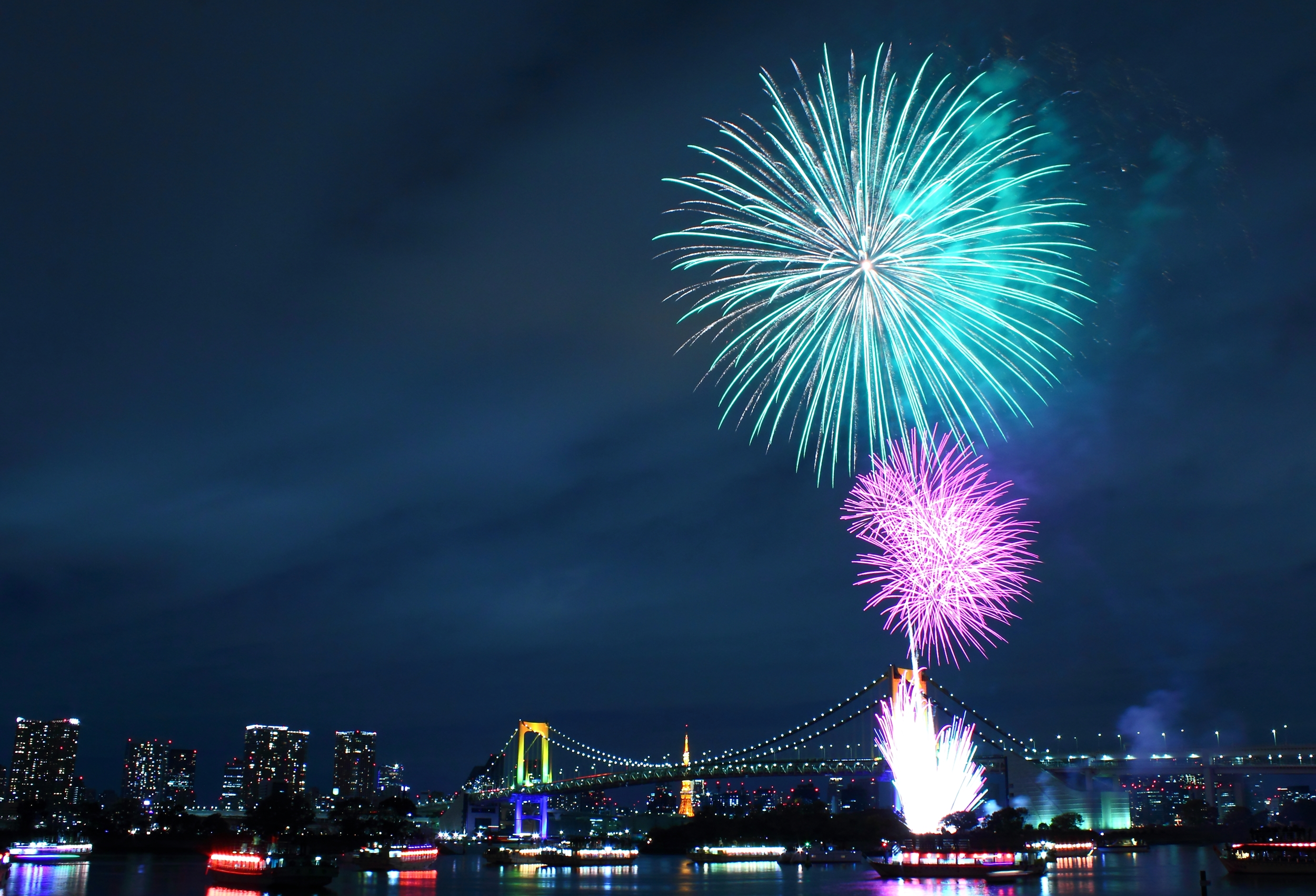
2014年
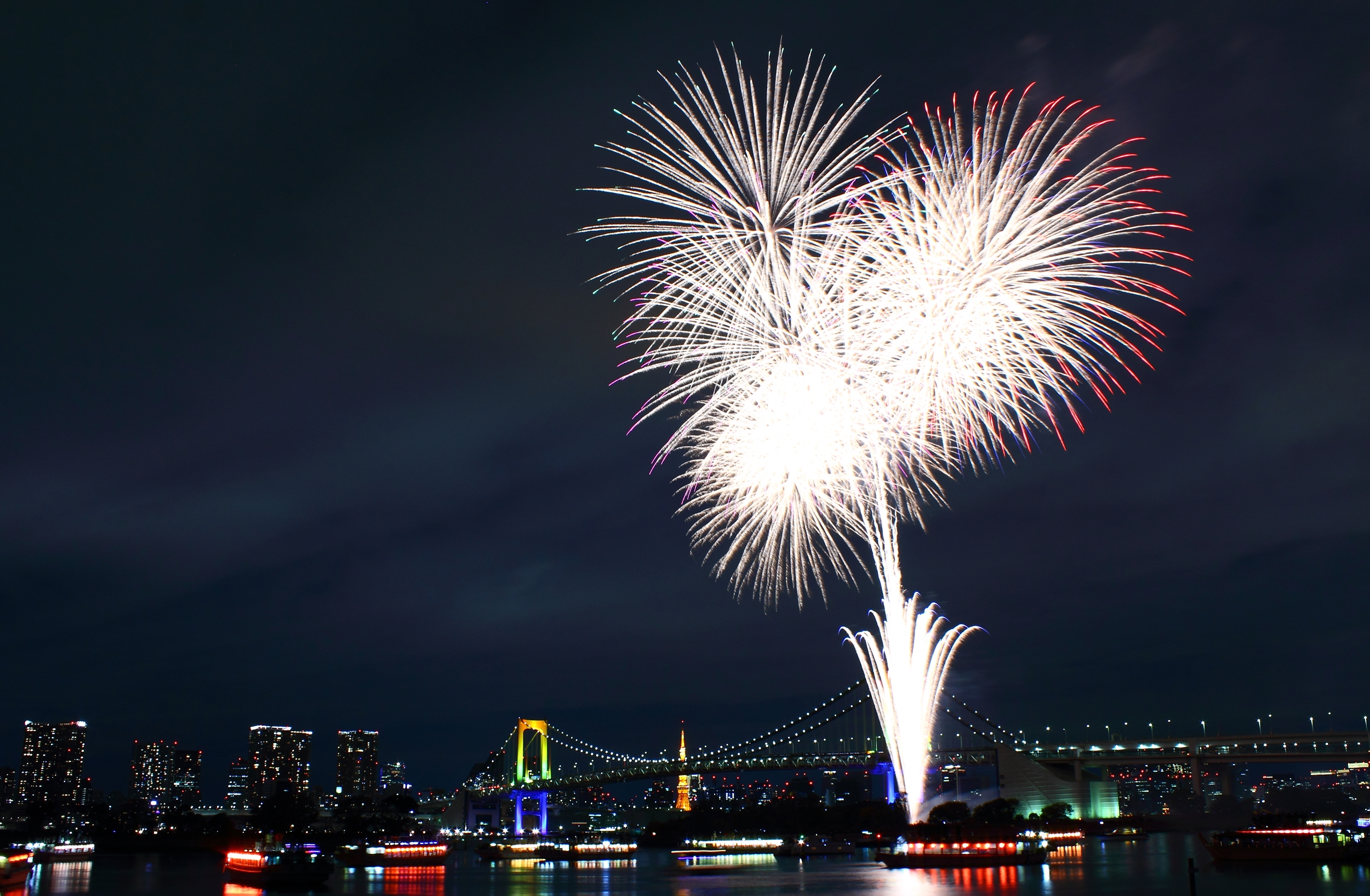
2014年
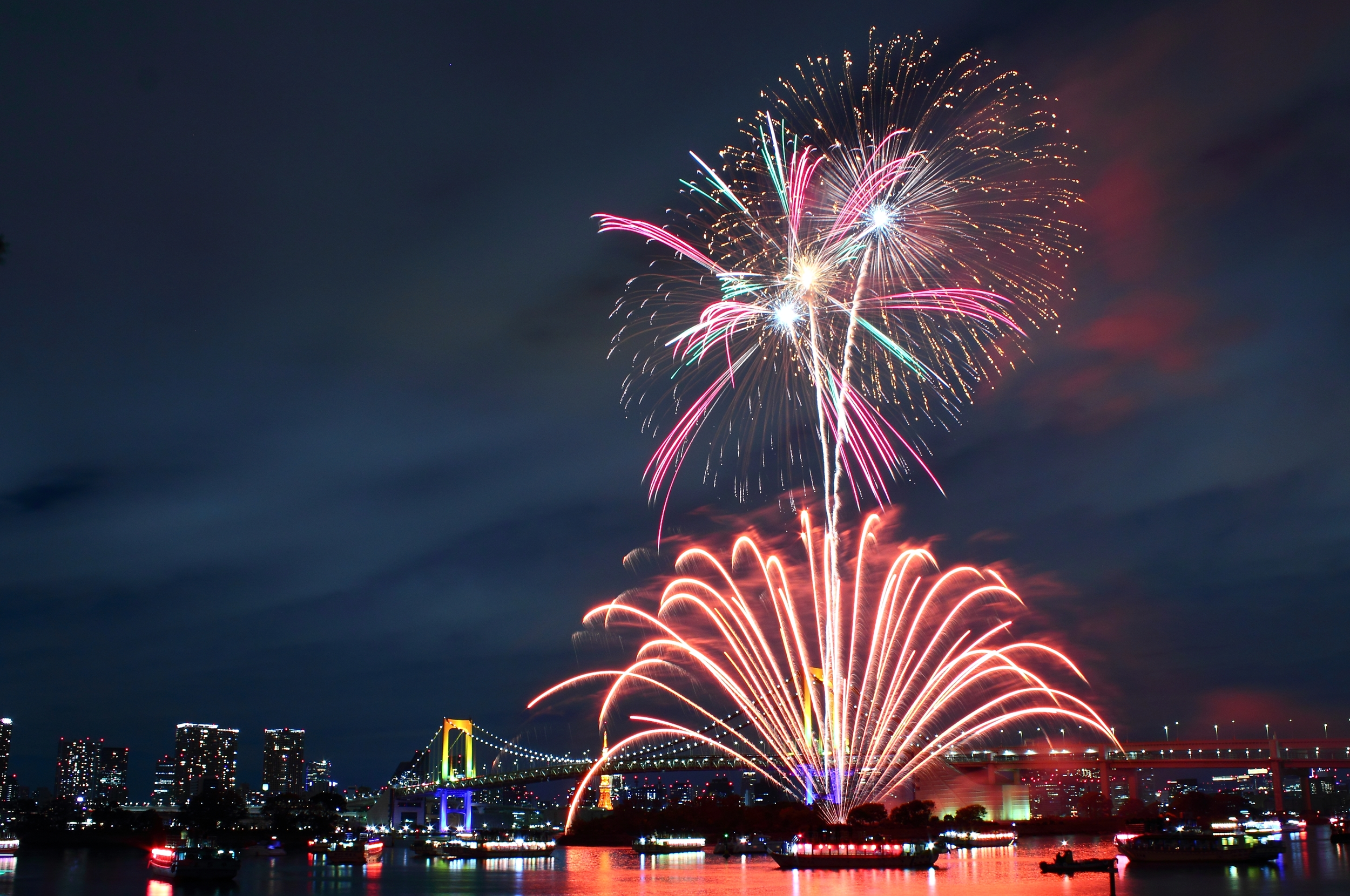
2014年